# Енріке Пеньялоса
Енріке Пеньялоса (ісп. Enrique Peñalosa; нар. 30 вересня 1955, Вашингтон, США) — колумбійський політик, громадський діяч, прихильник руху Новий урбанізм. Був мером міста Богота з 1998 до 2001 року. У 2011 р. заявив, що буде балотуватися від Зеленої партії, хоча був мером раніше як самовисуванець. У 2009 обраний президентом ради директорів Інституту політики транспортування і розвитку (Нью-Йорк). У 2015 р. був знову переобраний на посаду мера Боготи на термін 2016-2019 рр.

## Діяльність
Енріке Пеньялоса один з найбільш відомих у світі сучасних реформаторів міста. За час його правління містом, Богота перетворилися на дружнє до людини місто, де людська гідність була поставлена вище за мобільність машин і пропускну здатність автомагістралей. Його основним напрямком роботи була реорганізація міського транспорту і громадського пішохідного простору. Замість інвестувати все більше грошей у нові автомагістралі, Енріке Пеналоса вирішив зменшити ширину автомобільних доріг, а натомість розширив тротуари, вело-доріжки, парки. Також ним було побудовано декілька парків, безліч вело-доріжок і тротуарів по всьому місті, і одночасно відреставровано старі. Бідні квартали отримали зручне сполучення, коли їм провели 24-кілометрову променаду - широку дорогу з вело-доріжкою, деревами, квітами, пішохідним тротуаром і вузькою смугою для машин. Такий незвичайний підхід до вирішення питань, допоміг місту позбутися високого рівня криміногенності, а люди знову почали гуляти містом залюбки. Окрім цього були введені обмеження на використання автомобілів: в години пік, номери автомобілів, що закінчуються на певні цифри, не мають права виїжджати на міські дороги. Також було значно обмежено паркування для авто. Це допомогло знизити кількість транспорту на 40%. Діяльність Енріке Пеньялоси на посаді мера Боготи не обмежилася вирішенням транспортних проблем, адже за його безпосереднього сприяння було зведено багато нових бібліотек і створено сучасну центральну, яка стала культурним та іміджевим символом міста..

## Візит в Україну
В березні 2012 року Енріке Пеньялоса відвідав Київ, де 22 березня провів 2 відкриті лекції (в Києво-Могилянській академії та Будинку архітекторів). Серед професійних зауважень фахівця до столиці України були такі:
- свавільне паркування автомобілів на тротуарах
- відсутність пішохідного доступу до Дніпра для міських жителів
- обмежити використання приватних автомобілів і їхній в'їзд у центр міста[4]